# Svobodni občinski konzorcij Ragusa
Svobodni občinski konzorcij Ragusa (v italijanskem izvirniku Libero consorzio comunale di Ragusa [ragùza]) je ena od devetih upravno-ozemeljskih enot italijanske dežele Sicilije. Nadomestil je pokrajino Ragusa (provincia di Ragusa) po ukinitvi sicilskih pokrajin leta 2015.
Zavzema tudi otok Isola dei Porri. Meji na severu z metropolitanskim mestom Catania in občinskim konzorcijem Caltanissetta, na vzhodu z občinskim konzorcijem Sirakuze ter na jugu in zahodu s Sredozemskim morjem (Sicilska ožina).

## Večje občine
Glavno mesto je Ragusa, ostale večje občine so (podatki 31.12.2006):
| Občina   | Prebivalcev |
| -------- | ----------- |
| Ragusa   | 72.824      |
| Vittoria | 62.084      |
| Modica   | 54.520      |
| Comiso   | 30.077      |
| Scicli   | 26.119      |
| Pozzallo | 18.908      |
| Ispica   | 15.189      |

## Naravne zanimivosti
V vsej pokrajini se od davnih časov uporablja kot gradbeni material posebna vrsta kamnine, ki ji domačini pravijo pietra pece, kar pomeni smolnati kamen. Gre za naplavinski apnenec, ki je prepojen z bitumnom (4-10%) in zato zelo trden in primeren za rabo v vlažnih prostorih. Glede na količino bitumna, ki ga vsebuje, je kamnina rjave do skoraj črne barve. Uporabljala se je v okrasne namene ali za tlakovanje bivalnih prostorov. Še danes se uporablja tudi za nagrobne spomenike, kar je pa zelo stara navada, saj so arheologi izkopali tudi sarkofage iz osmega stoletja pr. n. št. Pred prvo svetovno vojno so nekateri francoski in angleški podjetniki začeli pridobivati iz te kamnine ogljikovodike, največ bencin in plinsko olje, kar so po vojni nadaljevali domačini. Po drugi svetovni vojni se je začel izrabljati tudi stranski proizvod tega procesa, to je cement iz prečiščenega apnenca.
Seznam zaščitenih področij v pokrajini:
- Naravni rezervat Pino d'Aleppo (Riserva naturale Pino d'Aleppo)
- Naravni rezervat Macchia Foresta del Fiume Irminio (Riserva naturale Macchia Foresta del Fiume Irminio)

## Zgodovinske zanimivosti
Letališče v kraju Comiso [kòmizo] je bilo dograjeno med letoma 1937 in 1939, a v drugi svetovni vojni so ga zavezniški vojaki uničili (Zavezniška invazija na Sicilijo, 1943).
Zaradi tega so se domačini uprli pozivu na nabor iz leta 1944, saj je bilo napovedano, da bodo naborniki poslani na Daljni Vzhod kot pomožne čete britansko-ameriške vojske. Prišlo je do prave ljudske vstaje in oblasti so poklicale na pomoč vojsko. Upor je bil zadušen, a pobitih in ranjenih je bilo več civilistov. Po koncu vojne je bilo letališče obnovljeno in povečano, a lokalno prebivalstvo ni pozabilo, da je vojno razdejanje prihajalo s strani ameriških čet. Vendar ljudsko mnenje ni preprečilo, da je prav to letališče že leta 1981 postalo eno od glavnih oporišč NATO v južni Evropi. Od leta 1983 do leta 1991, ko je bilo oporišče ukinjeno, je bilo stalna baza za 112 raket Cruise. Še danes so na letališču vidni bunkerji, kjer je bilo skladiščeno ameriško jedrsko orožje.